# 알부라이미 종합운동장
알부라이미 종합경기장(영어: Al-Buraimi Sports Complex, 아랍어: مجمع البريمي الرياضي)은 오만 부라이미에 있는 다목적 경기장이다. 현재 주로 축구 경기에 사용되며 알나흐다의 홈 경기장이다.